# Detlev Schmidtchen
Detlev Schmidtchen (Wolfenbüttel, 16 ottobre 1954) è un chitarrista e tastierista tedesco, noto soprattutto per essere stato membro degli Eloy nel loro periodo di massimo successo.

## Biografia
Schmidtchen fu invitato a entrare negli Eloy dal fondatore del gruppo, Frank Bornemann, nel 1976. Sebbene Schmidtchen fosse un chitarrista, decise di passare alle tastiere proprio negli Eloy, contribuendo in maniera sostanziale alle atmosfere space rock del sound del gruppo degli anni successivi. Schmidtchen fece parte della formazione degli Eloy per tre anni, partecipando alla registrazione dei loro tre album più apprezzati: Dawn (1976), Ocean (1977) e Silent Cries and Mighty Echoes (1979). Nel 1979 gli Eloy subirono una nuova scissione, e Schmidtchen abbandonò insieme al batterista Jürgen Rosenthal per fondare un nuovo gruppo, gli Ego on the Rocks, che incise un singolo album, Acid in Wounderland (1981). Dopo gli Ego, Schmidtchen fondò un altro gruppo, i The Trick, insieme a Manfred Wieczorke (un altro ex-Eloy) e negli anni duemila ha pubblicato tre album strumentali con un proprio progetto chiamato The Last Planet.